# مهندسی قدرت

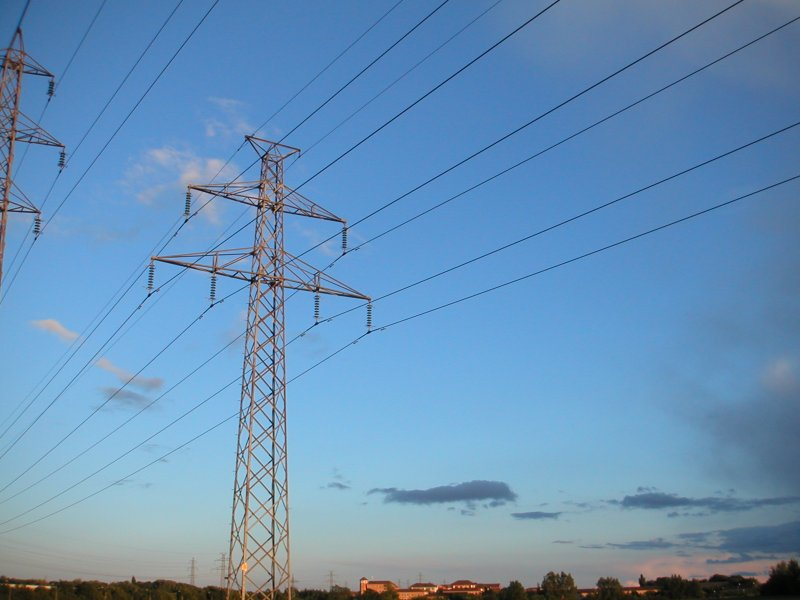
خطوط انتقال نیرو

مهندسی قدرت (به انگلیسی: Power engineering) یکی از زیر شاخه‌های اصلی مهندسی برق است که با سیستم⁯های قدرت به ویژه تولید، انتقال، توزیع توان الکتریکی، تبدیل انرژی الکتریکی به شکل⁯های دیگر انرژی و تجهیزات الکترومکانیکی سروکار دارد. این رشته همچنین شامل راه‌اندازی و تعمیر و نگهداری سیستم⁯های حرارتی، برودتی و تجهیزات تولید توان الکتریکی مانند ژنراتورها، پست‌ها و دیگر تجهیزات الکتریکی مورد استفاده در صنایع یا ساختمان⁯های بزرگ نیز می‌شود. شناسایی دیگر منابع جدید انرژی الکتریکی نیز از زیر شاخه ⁯های این رشته است.
در گذشته (حدود ۳۰ سال پیش)، مهندسی برق به دو شاخه برق فشارقوی (قدرت) و برق فشارضعیف (الکترونیک) تقسیم می‌شد.

## برق قدرت

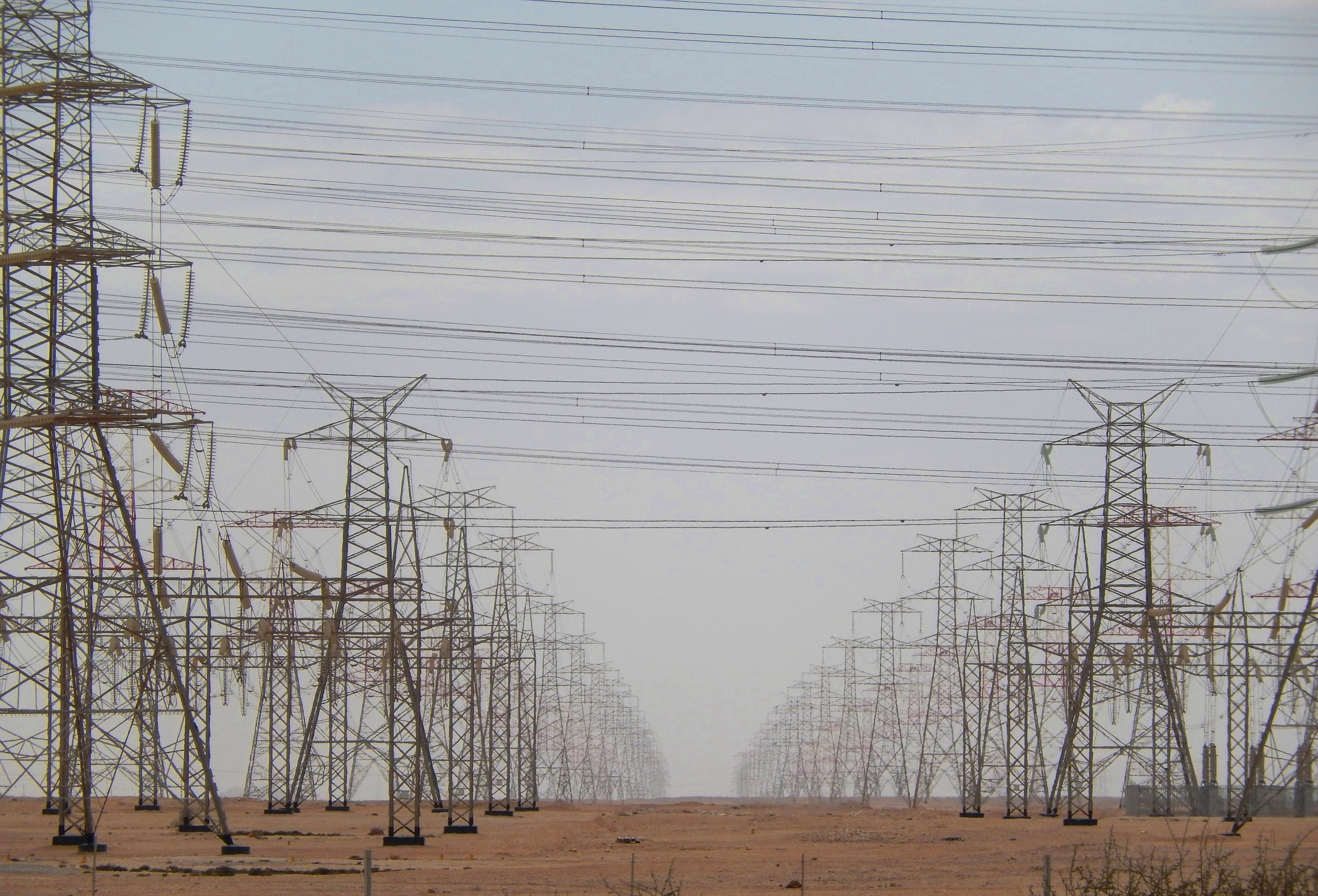
مرتبط

همان‌طور که در بالا اشاره شد عمده مباحث در مهندسی برق قدرت بر تولید، انتقال و توزیع انرژی الکتریکی و برخی تجهیزات مصرف‌کننده انرژی الکتریکی استوار است؛ که این خود شامل ترانسفورماتورها، ژنراتورها، موتورهای الکتریکی و تجهیزات الکترونیک قدرت است.
در بسیاری از کشورهای جهان، دولت شبکه‌های الکتریکی را به منظور انتقال انرژی تولیدی مولدها به مصرف‌کننده‌های الکتریکی راه‌اندازی می‌کند. این شبکه در اصطلاح شبکه قدرت نامیده می⁯شود. به وسیله این شبکه مصرف‌کننده‌های الکتریکی می⁯توانند بدون متحمل شدن سختی‌ها و هزینه‌های مربوط به تولید برق به صورت جداگانه، برق را از شبکه خریداری نمایند. در این میان یکی از وظایف مهندسین برق قدرت، طراحی و نگهداری شبکه⁯‌های الکتریکی و مصرف‌کننده‌های متصل شده به شبکه است. تجهیزات متصل شده به شبکه الکتریکی (به انگلیسی: on-grid) نامیده می⁯‌شوند. این تجهیزات می⁯توانند به شبکه، توان الکتریکی تزریق کرده یا برعکس از آن توان دریافت کنند یا حتی، هر دو کار را با هم انجام دهند.
مهندسین قدرت، فعالیت⁯هایی را در زمینهٔ تجهیزات جدای از شبکه (به انگلیسی: off-grid) نیز انجام می‌⁯دهند. دلیل استفاده نکردن از شبکه در این نوع مصرف‌کننده‌ها عموماً ثابت نبودن این مصرف‌کننده‌هاست؛ به صورتی که هزینه اتصال برای آن‌ها در هر جابه‌جایی، امکان وصل به شبکه را برای آن‌ها غیرممکن می‌کند.
امروزه بیشتر شبکه‌های الکتریکی از توان الکتریکی به صورت سه فاز متناوب استفاده می‌کنند که دلیل اصلی این انتخاب سهولت در تولید، انتقال و توزیع انرژی الکتریکی بدین صورت است. البته معمولاً در مصرف‌کننده⁯‌های کوچک توزیع به صورت تک فاز صورت می⁯گیرد که این به دلیل ضروری نبودن وجود سه فاز و همچنین ایمنی بیشتر برای این مصرف‌کننده ⁯هاست. با این وجود در صنایع و مصرف‌کننده⁯‌های توان بالا برای بالا بردن بهره⁯‌وری و استفاده از موتورهای سه فاز، انرژی الکتریکی به صورت سه فاز توزیع می⁯‌شود.
نقش ترانسفورماتور در سیستم⁯‌های انتقال بسیار مهم است چرا که ترانسفورماتورها در سیستم قدرت وظیفه تغییر دامنه ولتاژ را بر عهده دارند. افزایش ولتاژ به وسیله ترانسفورماتور به کاهش جریان می‌انجامد و طبق قانون تلفات توان الکتریکی (که تلفات توان با مجذور جریان متناسب است در این ارتباط معادله P=r.i2 مفیدتر است که در آن r مقاومت مسیر انتقال و i معرف جریان عبوری از آن است p تلفات توان در مسیر انتقال است) با کاهش جریان تا حد امکان، می‌⁯توان تلفات را تا حد قابل ملاحظه‌ای کاهش داد؛ بنابراین افزایش ولتاژ در خطوط انتقال به کاهش تلفات و در نتیجه افزایش بهره‌وری خطوط انتقال می‌انجامد.
بنا به دلایل گفته شده در بالا، پست⁯‌های تغییر ولتاژ در سراسر شبکه‌های الکتریکی وجود دارند. این پست⁯‌ها ولتاژ را در نزدیکی مولدها افزایش داده و سپس با نزدیک شدن به انواع مصرف‌کننده‌ها شامل مصارف صنعتی، تجاری، مناطق مسکونی و غیره برای رسیدن به سطح ولتاژ مناسب مصرف‌کننده‌ها و ایمنی مصرف‌کننده دوباره ولتاژ را در چند مرحله کاهش می‌⁯دهند.

## اجزاء
مهندسی قدرت معمولاً به سه زیر شاخه اصلی تقسیم می⁯شود:

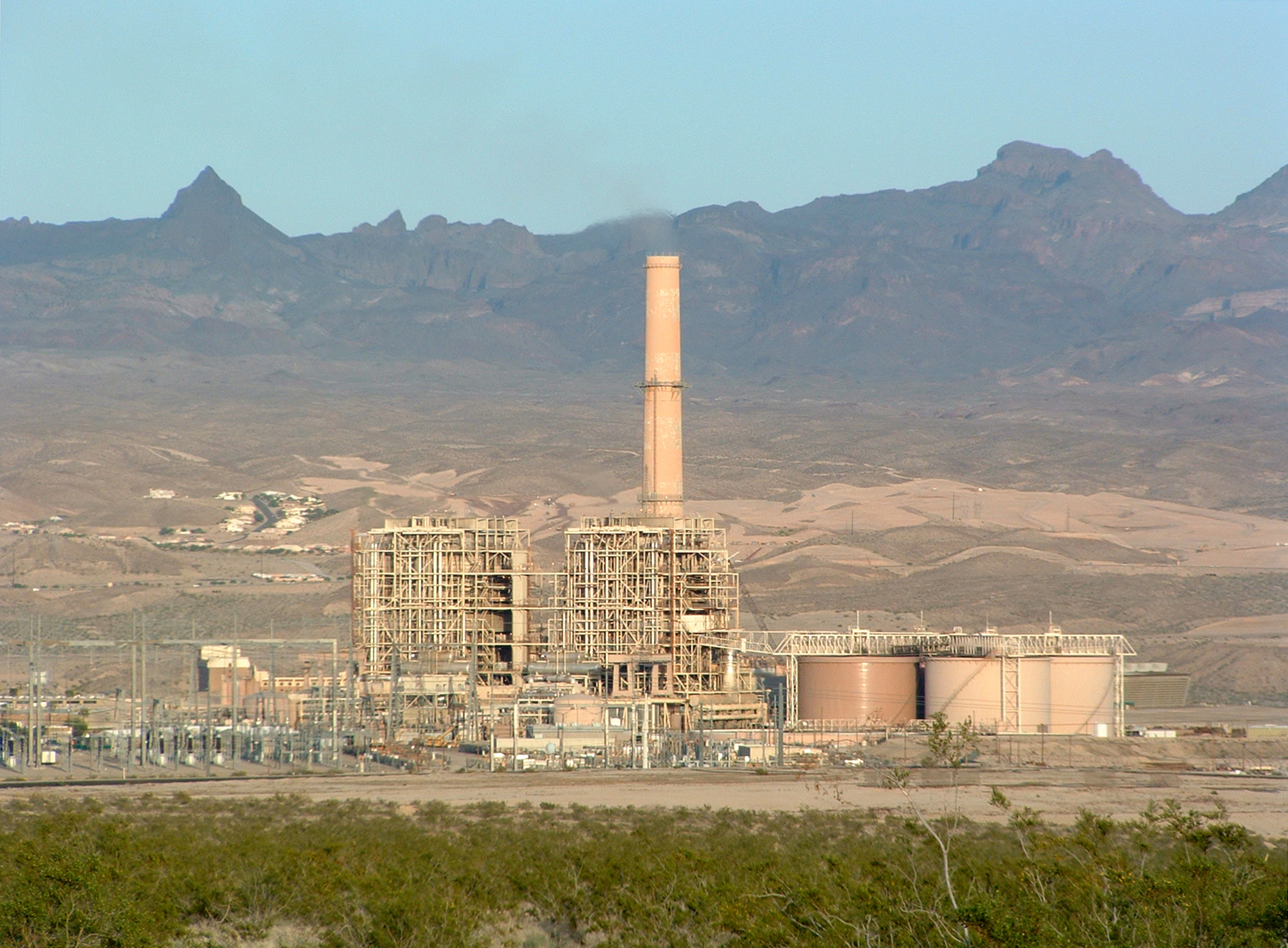
نیروگاه زغال سنگی در نوادا

### تولید
تولید انرژی الکتریکی فرایندی است که در طول آن دیگر شکل‌های انرژی به انرژی الکتریکی تبدیل می‌شوند. برای انجام این فرایند راه‌های متعددی وجود دارد. از تبدیل الکترومکانیکی معمولاً در مواردی استفاده می‌شود که منبع انرژی زغال سنگ (نیروگاه سوخت فسیلی)، نفت، گاز طبیعی، اورانیوم (انرژی هسته‌ای)، جریان آب یا جریان باد باشد و در تمام این موارد به جز انرژی بادی برای تبدیل انرژی مکانیکی به انرژی الکتریکی از ژنراتورهای سنکرون AC که به توربین بخار، گازی یا آبی متصل هستند استفاده می‌شود. استفاده از این نوع ژنراتورها دارای فواید بسیاری است که استفاده از آن‌ها را در بیشتر صنایع بزرگ تولید برق رایج کرده است.
هزینه‌های تولید انرژی الکتریکی در بیشتر روش‌ها به‌طور مشخص تابعی از قیمت سوخت مصرفی و بهره‌وری در نیروگاه است و در همین راستا برای هر نیروگاه یک تابع هزینه تعریف می‌شود که می‌توان آن را با یک معادله درجه دوم تقریب زد که تابعی از هزینه سوخت نیروگاه است.
امروزه دانشمندان به دنبال منابع جدید برای تولید انرژی الکتریکی هستند که در آن به جای استفاده از سوخت‌های متداول از انرژی‌های تجدید پذیر و نو که به صورت رایگان در اختیار ما قرار دارند، استفاده شود تا با جایگزینی این منابع وابستگی قیمت انرژی الکتریکی به قیمت سوخت را کاهش دهند.

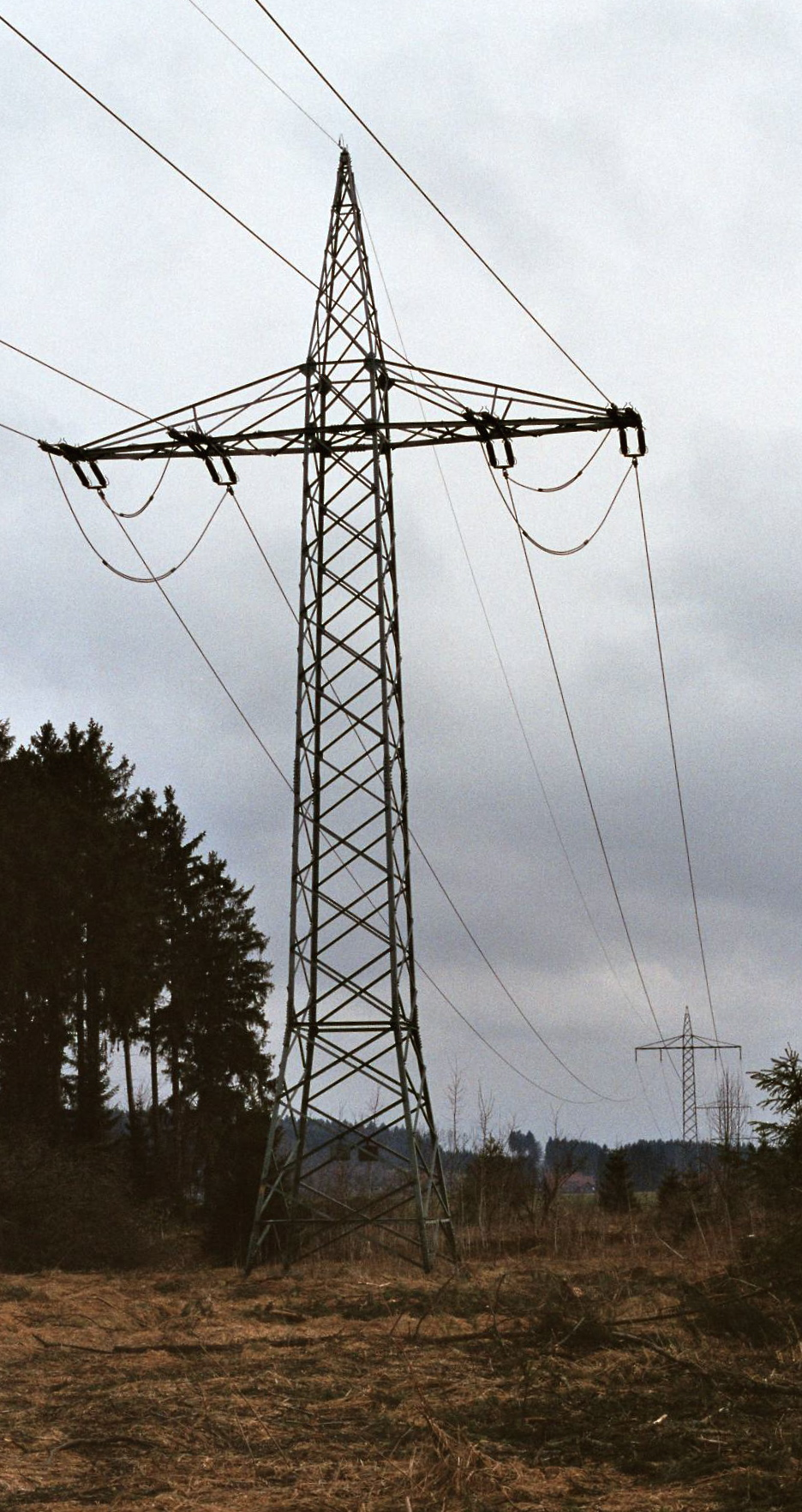
خطوط فشار قوی در آلمان

### انتقال
شاخه برق⁯‌رسانی مختلف با سیستم⁯‌های متفاوت، بین چند شرکت تولیدکننده جریان مستقیم ولتاژ بالا (HVDC) با توجه به مزایای ویژه آن، در حال گسترش است.

### توزیع
توزیع انرژی الکتریکی در واقع دریافت برق از شبکه انتقال و رساندن آن به مصرف‌کننده ه⁯است. تبدیل ولتاژ وارد شده به سیستم توزیع به ولتاژ مورد نیاز مصرف‌کننده⁯‌ها نیز در حوزه توزیع برق قرار می⁯گیرد.